# Beladice

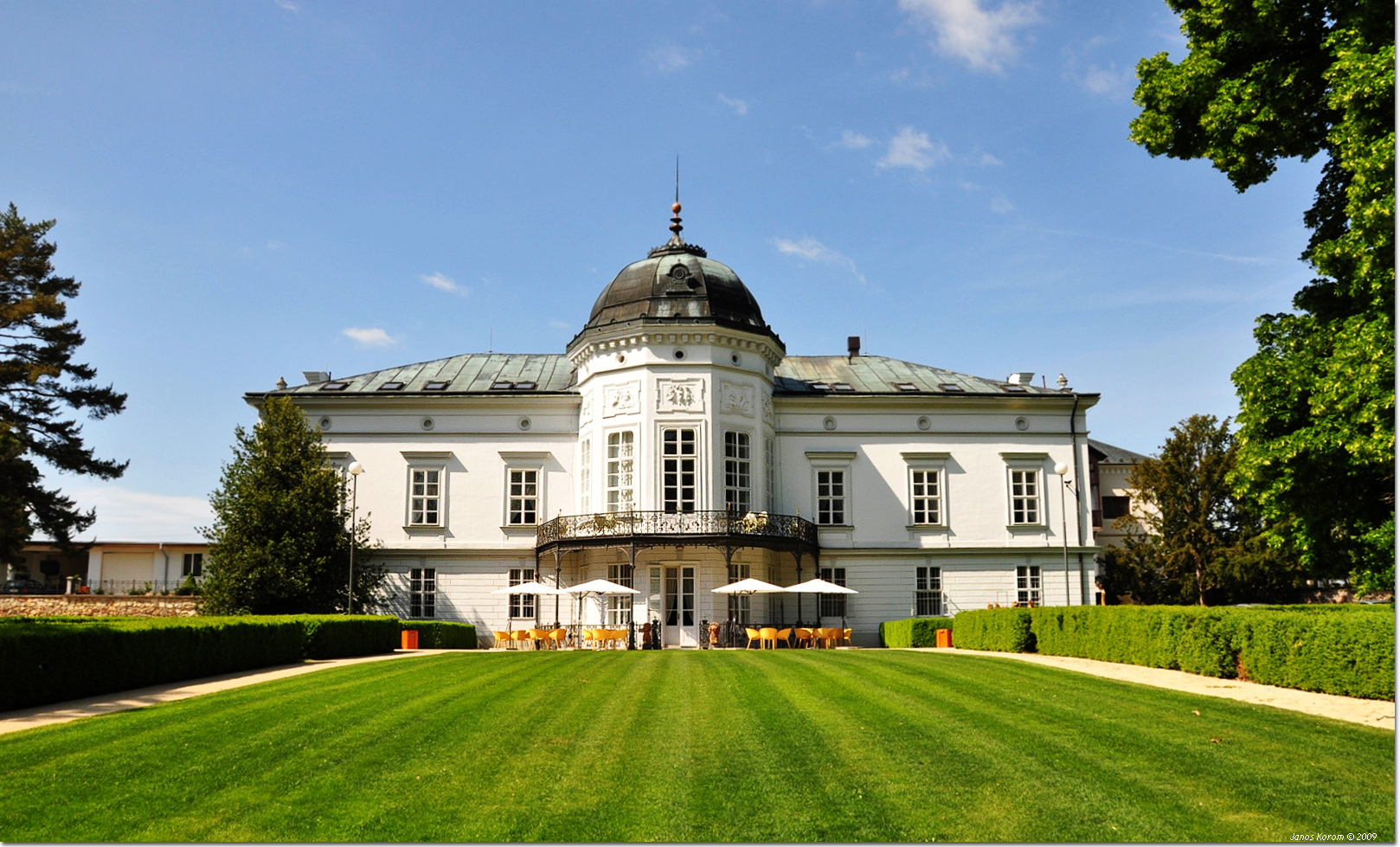

Beladice (Hongaars: Bélád) is een Slowaakse gemeente in de regio Nitra, en maakt deel uit van het district Zlaté Moravce.
Beladice telt 1.558 inwoners.